# Sichelbachbecken

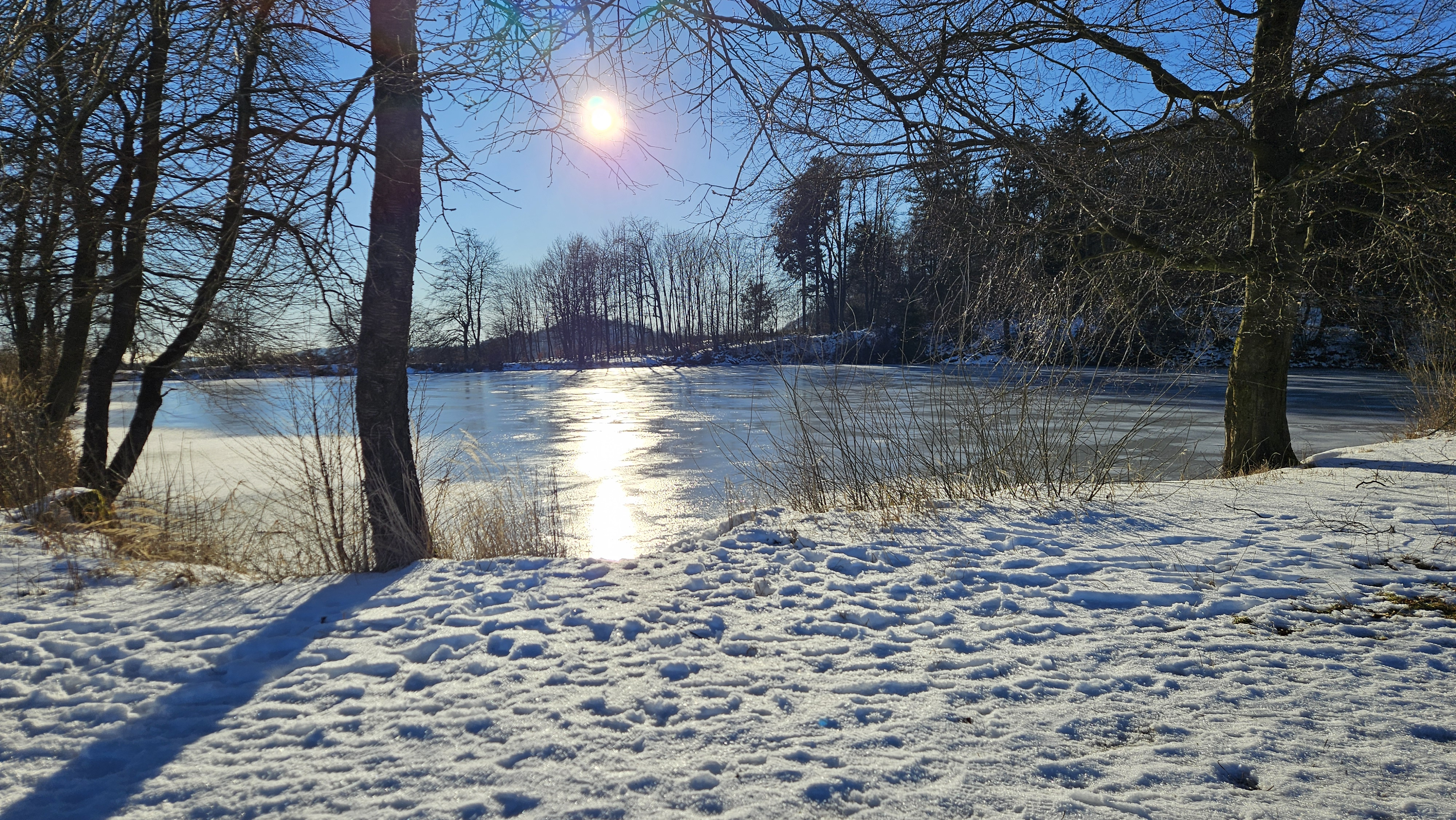
Sichelbachbecken im Winter 2025

Das Sichelbachbecken (auch Sichelbachreservoir oder Sichelbachteich) ist ein Staubecken im westlich der nordhessischen Stadt Kassel liegenden Hohen Habichtswald.
Es ist das Hauptspeicherbecken des ältesten, barocken Teils der Kasseler Wasserspiele im Bergpark Wilhelmshöhe und entstand mit dem Beginn der Bauarbeiten am Herkules um 1700.

## Geographische Lage
Das Sichelbachbecken befindet sich auf den Hochlagen des Hohen Habichtswaldes im Naturpark Habichtswald. Im Westen des Kasseler Stadtgebiets liegt es direkt an der Grenze zur Gemeinde Habichtswald 1.050 m (Luftlinie) westlich vom Herkules bei rund 540 m ü. NHN auf den bewaldeten Ostausläufern vom 597 m hohen Großen Steinhaufen.

## Beschreibung
Das rechteckige, bis zu 7 m tiefe Sichelbachbecken, das als Staubecken etwa 40.000 m³ Fassungsvermögen und 6.300 m² Fläche aufweist, wird durch Oberflächen- und Quellwasser des angrenzenden Hochplateaus, zu dem auch der Essigberg gehört, gespeist. Der Erdschüttdamm des Beckens ist etwa 250 m lang.
Vom Sichelbachbecken gelangt das Wasser durch eine Leitung nach dem Prinzip der kommunizierenden Röhren unterirdisch durch die Talmulde zum rechteckigen Löschwasserteich, das von Mauern eingefasste Staubecken zwischen dem „Oktogon“ und dem oberen Parkplatz an der Gaststätte „Zum Herkules“. Der namensgebende Sichelbach hingegen umfließt diese Talmulde sichelförmig und mündet in dem teilweise unterirdisch angelegten „Unglücksteich“, der sich etwas unterhalb vom Oktogon des Herkules, linker Hand vom „Artischockenbecken“ befindet. Die letzten 100 m dieses Bachs waren von Anfang an unterirdisch ausgeführt, erst im 20. Jahrhundert wurden weitere Bachabschnitte von der Oberfläche verbannt. Beide Becken – der „Löschwasserteich“ sowie der „Unglücksteich“ – speisen die Wasserspiele im Bergpark Wilhelmshöhe.

### Vorwerk Sichelbach
Unmittelbar unterhalb des Staudamms des Sichelbachbeckens, der das Staubecken auf drei Seiten umschließt, steht das Vorwerk Sichelbach, dessen Vorgängergebäude während der Bauarbeiten zwischen 1701 und 1717 als Stall entstand. Heute steht hier nebst daran angebautem Wohnhaus ein Backsteinbau, aus der zweiten Hälfte des 19. Jahrhunderts.

## Zufluss

### Grabensystem Essigberg
Mit dem Bau des Sichelbachreservoirs wurde auch ein Grabensystem angelegt, mit dem insbesondere zur Schneeschmelze Wasser am Essigberg gesammelt wurde. Die heutigen Fichtenmonokulturen östlich des Funkturms dürften damals Huteflächen gewesen sein und besaßen möglicherweise bereits vorher ein Netz aus Entwässerungsgräben, das erweitert und ausgebaut wurde. Das Wasser fließt noch heute von dort zunächst Richtung Norden, zum westlichen Ende der Kastanienallee am ehemaligen Bundeswehrgelände.

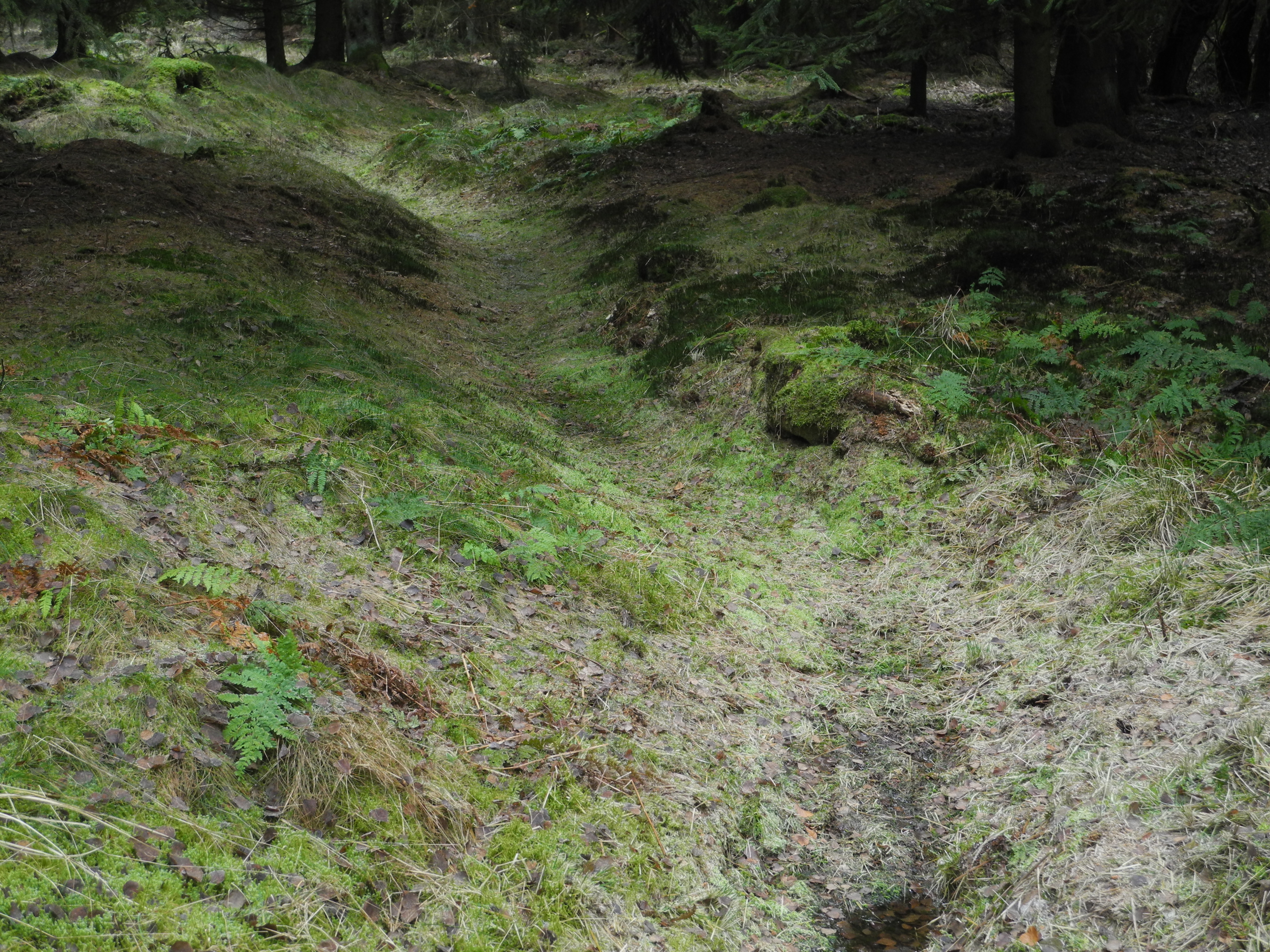
ca. 200 m östlich des Funkturms (2019)
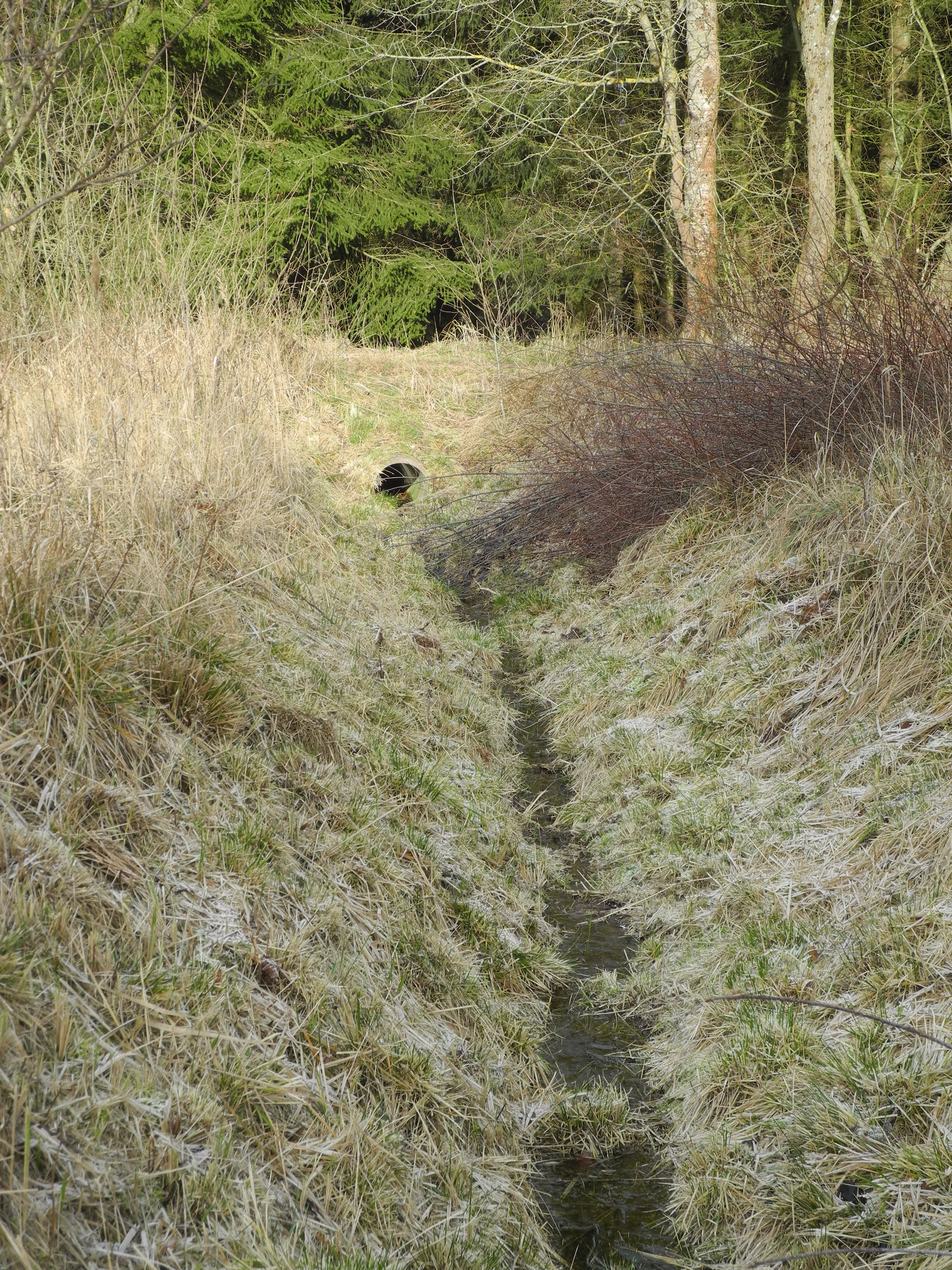
ca. 300 m nordöstlich des Funkturms (2019)
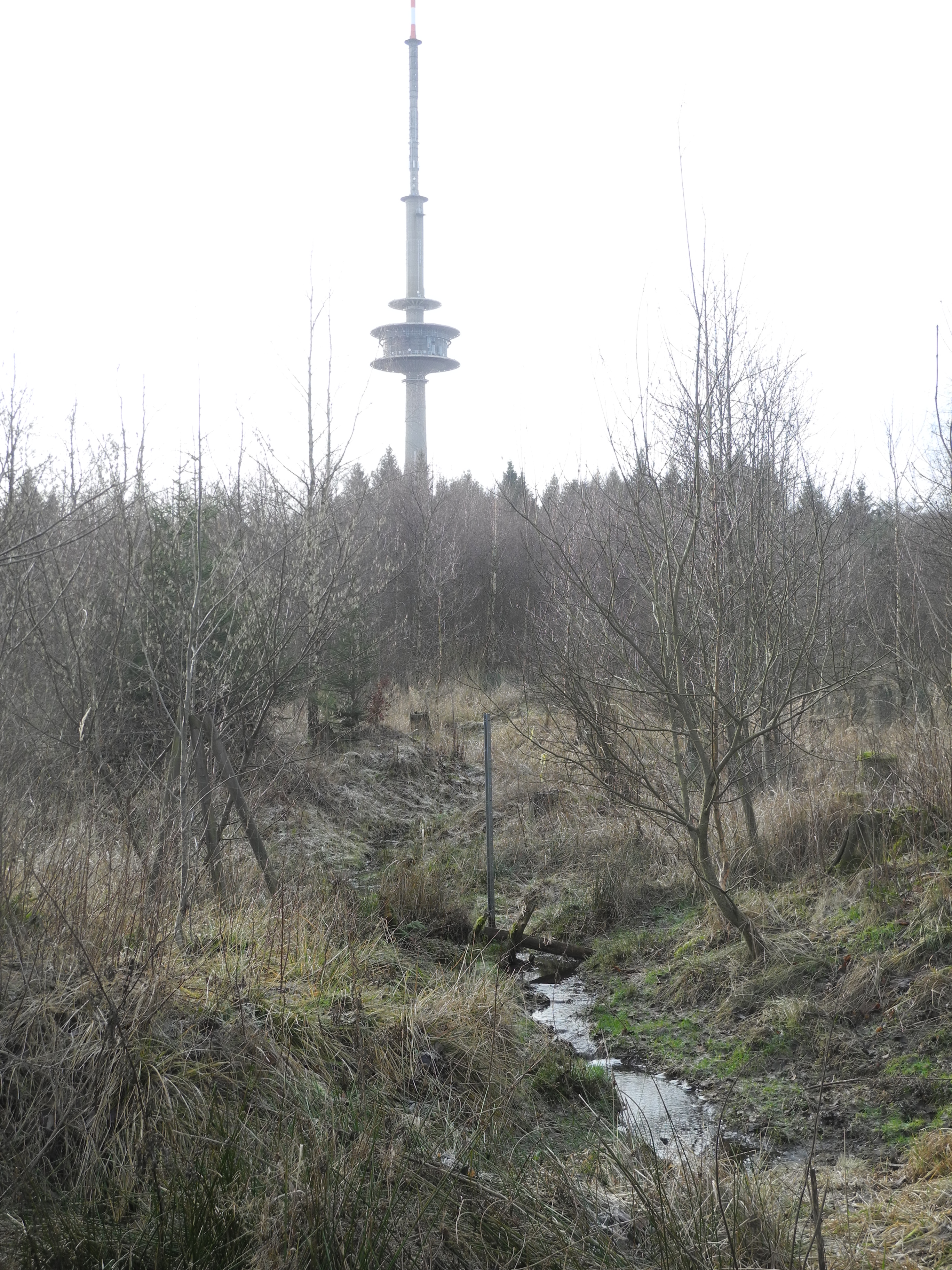
ca. 450 m nordöstlich des Funkturms (2019)
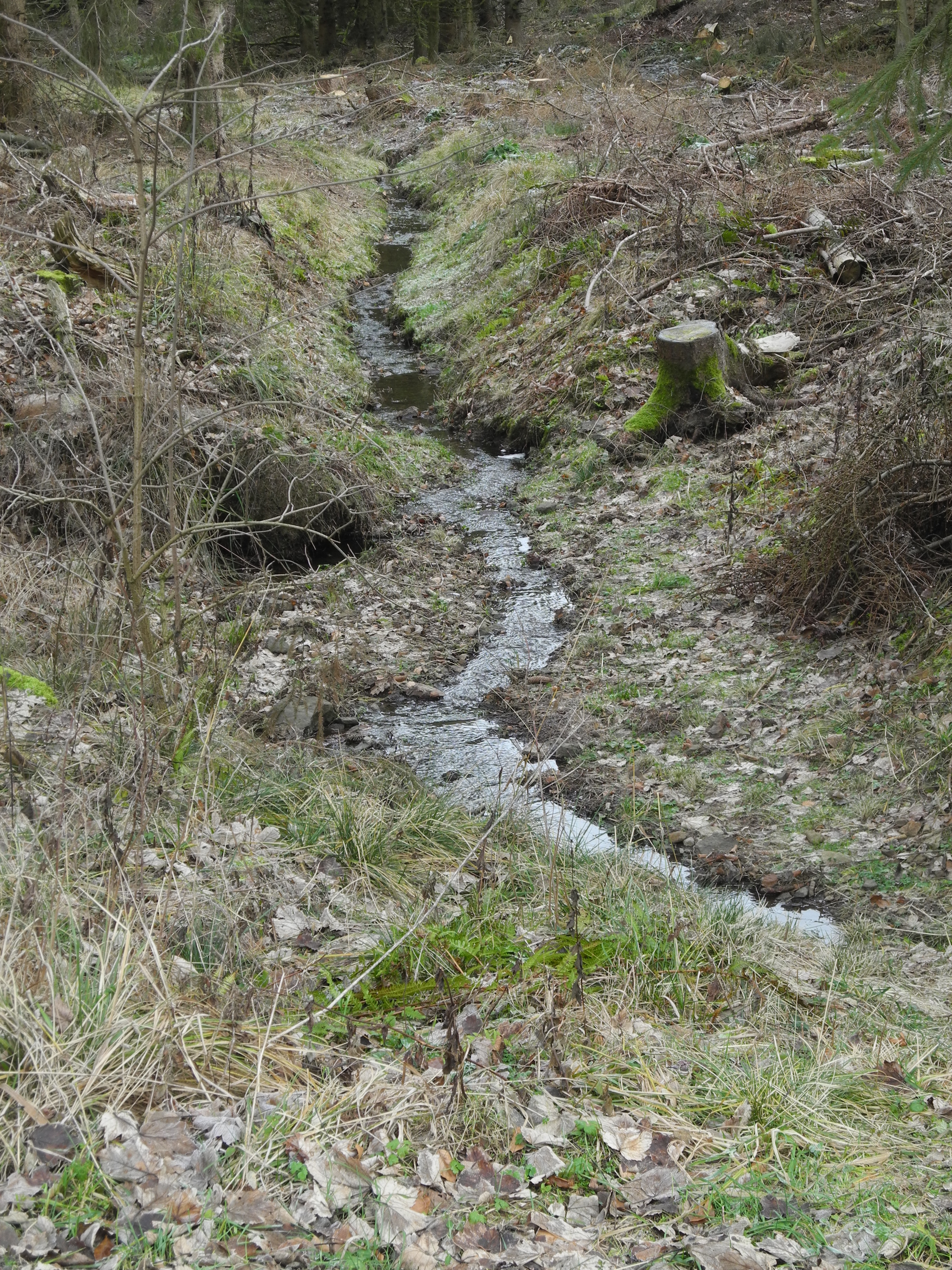
ca. 600 m nordöstlich des Funkturms (2019)
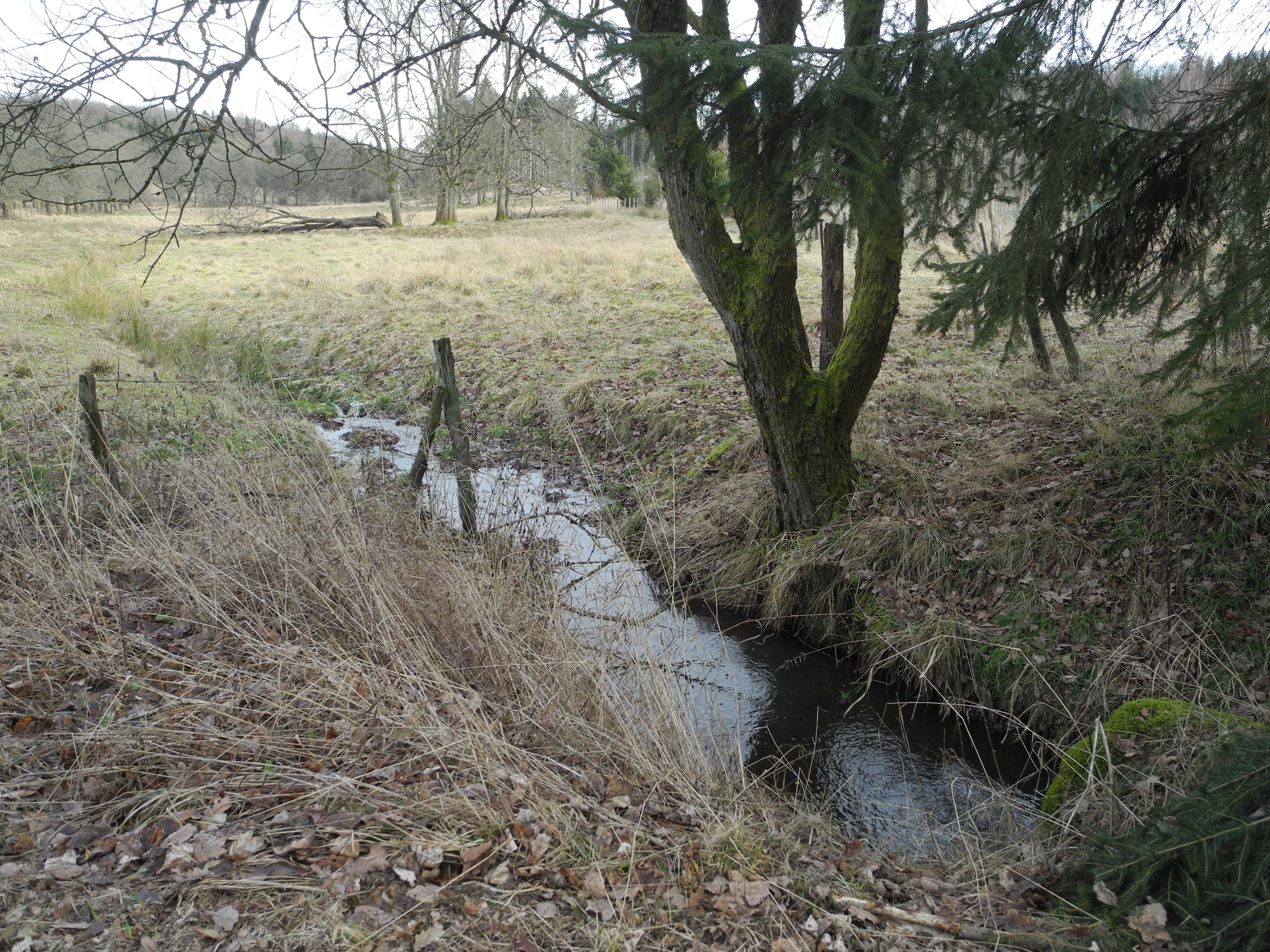
ca. 950 m nordöstlich des Funkturms, Wiese an der Kastanienallee (2019)

### Zuflussgraben
Auf der Weide am westlichen Ende der Kastanienallee, beim ehemaligen Bundeswehrgelände, wird das Wasser des Essigberges geteilt: In den Lauf der Ahne und in den Zufluss in das Sichelbachreservoir. Dieser Zufluss ist seit den 1960er-Jahren eine unterirdische Verrohrung. Der historische, offene Zuflussgraben ist neben dieser Verrohrung noch erhalten, wird aber nicht mehr genutzt. Über weite Strecken ist der historische Graben durch Waldarbeiten nahezu verfüllt. An einigen Stellen existieren auch Zuläufe aus dem Waldgebiet südlich des Zuflussgrabens in die Verrohrung. Die unterirdische Verrohrung endet erst unmittelbar vor dem Sichelbachreservoir.

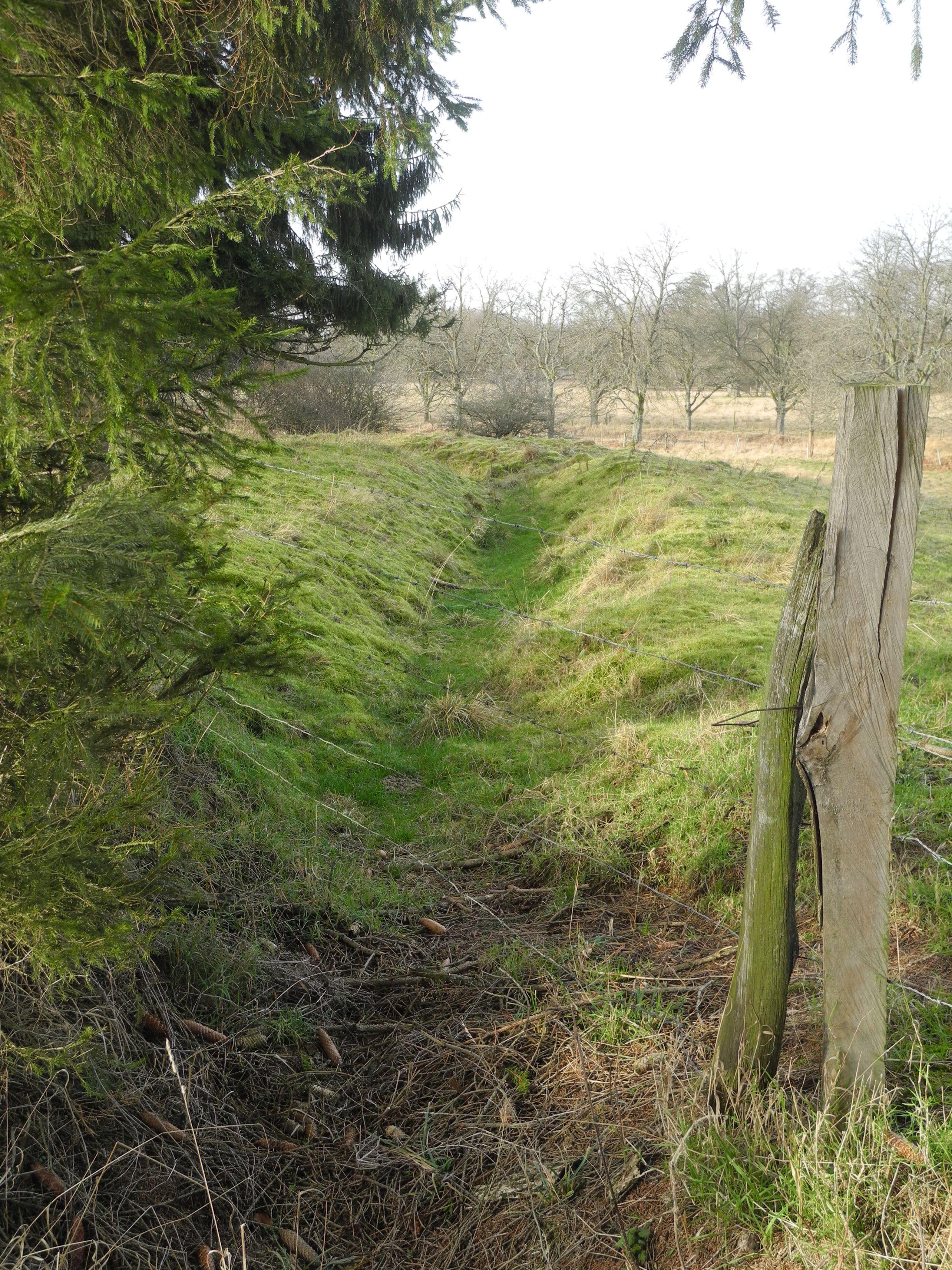
Historische Grabenreste südlich der Kastanienallee (2019)
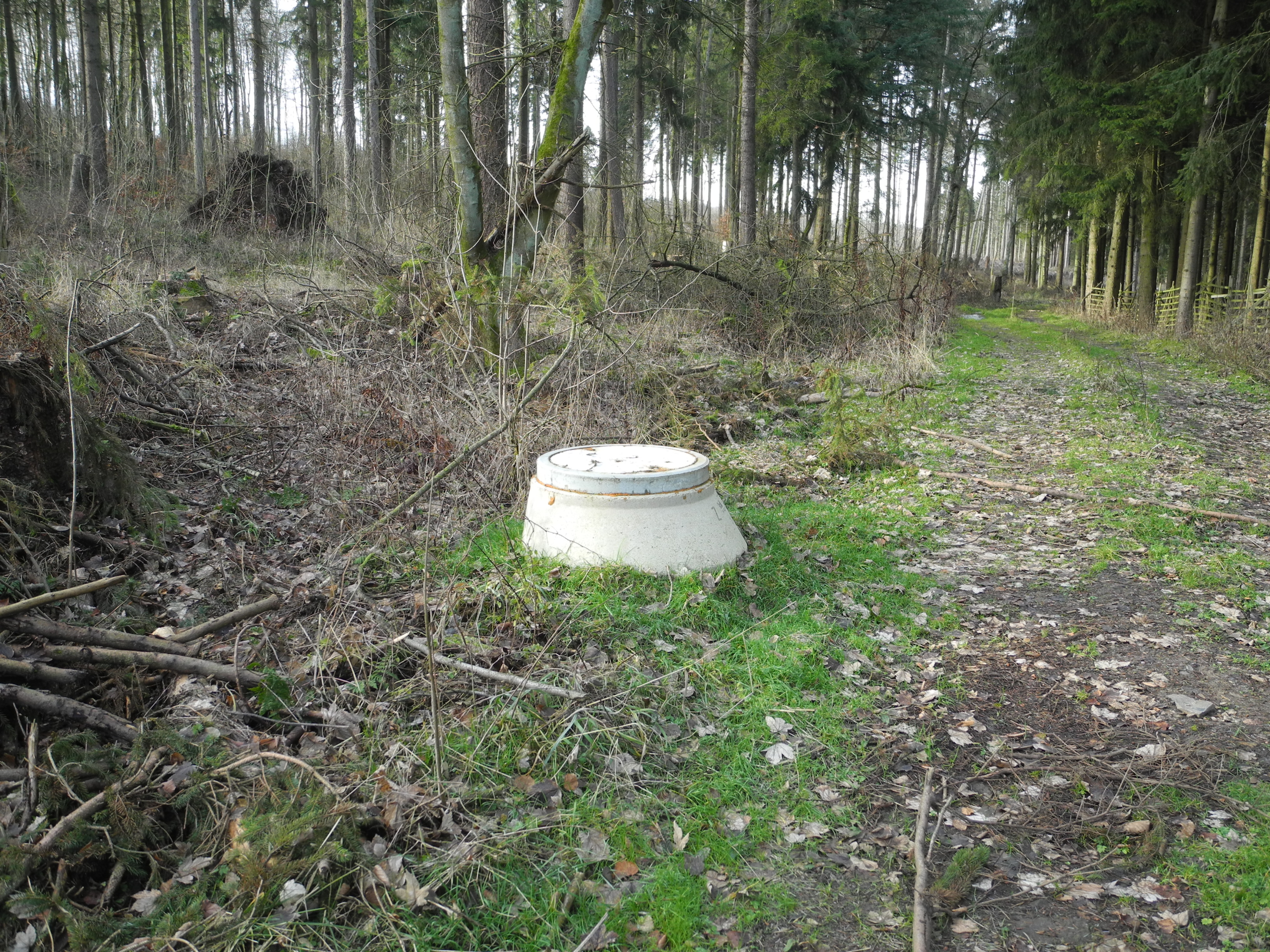
Kontrollschacht der Verrohrung, der Graben links davon verfüllt (2019)
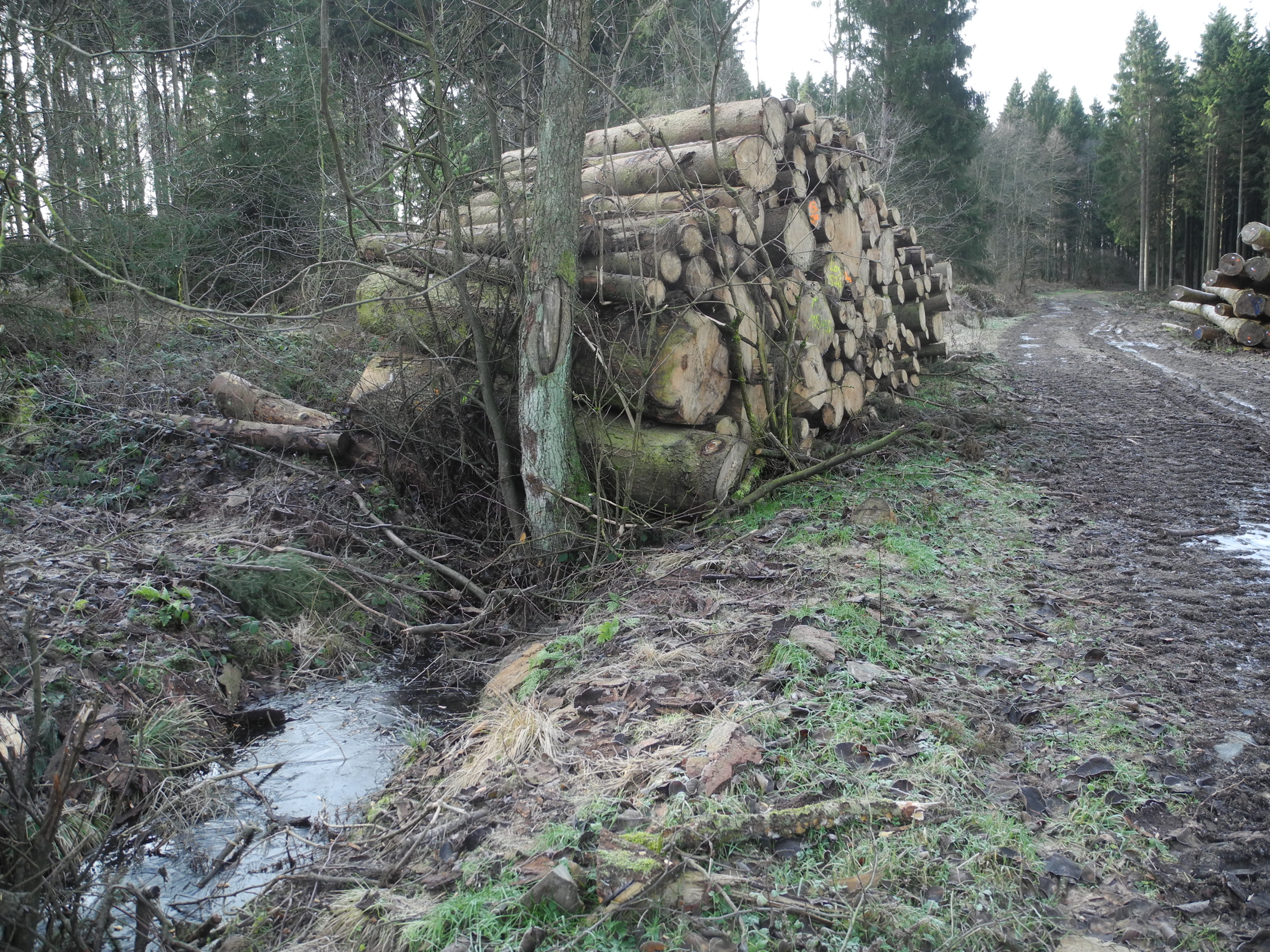
Holzernte am historischen Zuflussgraben (2019)
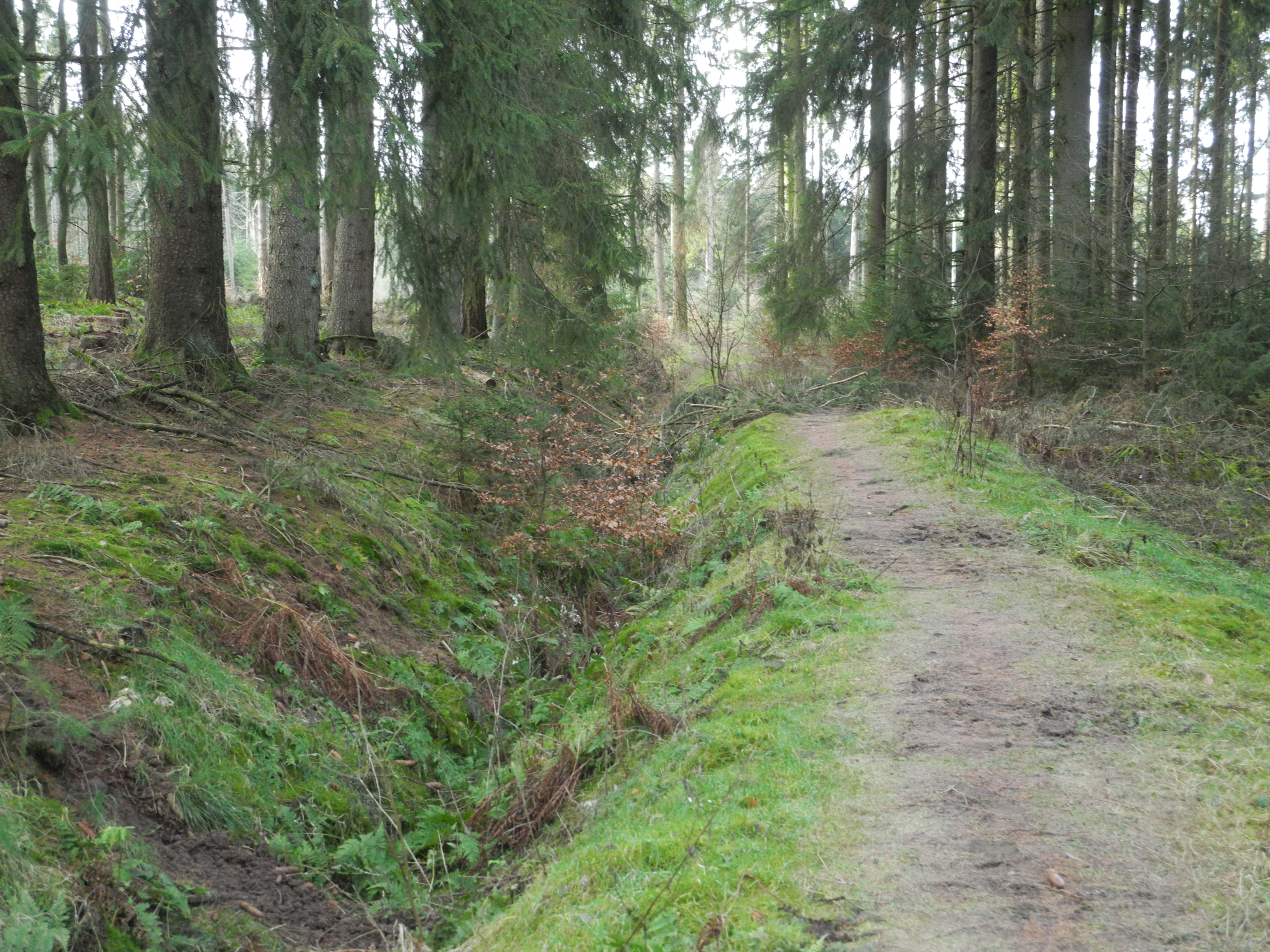
Zuflussgraben direkt westlich des Sichelbachreservoirs (2019)
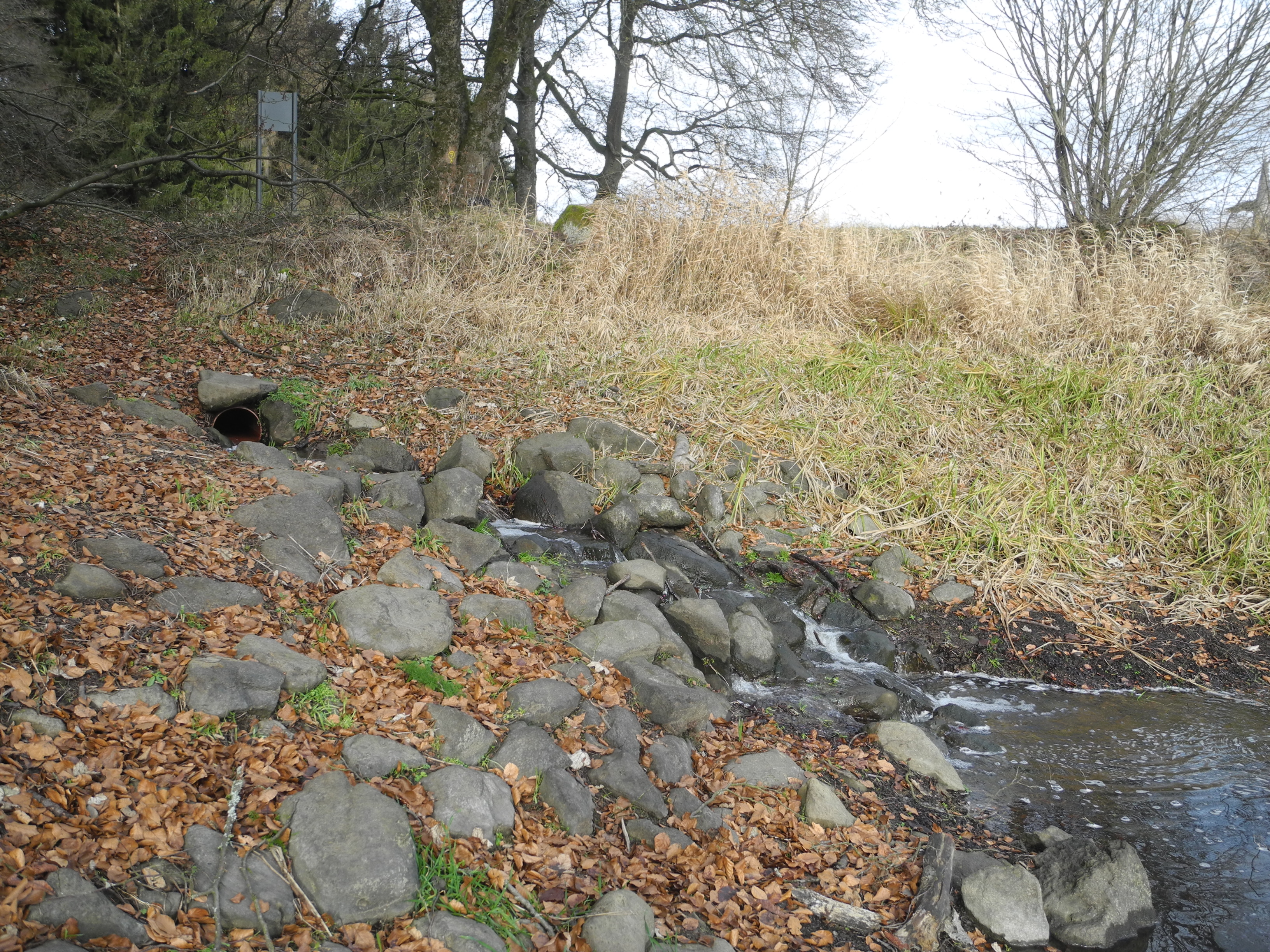
Auslass der Verrohrung am Sichelbachreservoir (2019)